# 瘤鰍
瘤鰍為輻鰭魚綱鯉形目鰍科的其中一種，為亞熱帶淡水魚，分布於歐洲愛琴海及黑海沿岸淡水流域，體長可達7.5公分，棲息在沼澤、湖泊及河川底層水域，生活習性不明。

## 扩展阅读
維基物種上的相關：瘤鰍